# アルナルド・エディ・ロペス・ダ・シルヴァ
エディーニョ (Edinho) こと、アルナルド・エディ・ロペス・ダ・シルヴァ（Arnaldo Edi Lopes da Silva, 1982年7月7日 - ）は、ポルトガル・アヴェイロ出身の元同国代表のサッカー選手。現役時代のポジションはCF。

## 経歴

### クラブ
エディーニョは、ポルトガル1部のSCブラガでプロデビューをするも印象を残すことが出来ず、2005年から2007年の間に2クラブに貸与され、後者である2部のジル・ヴィセンテFCでは6得点を記録した。
ブラガから放出後は、2007-08シーズンに同リーグのヴィトーリアFCと契約。セトゥーバルでは定位置を確保出来ず、2008年1月にギリシャ1部のAEKアテネFCへ貸与されると、シュコダ・クサンティFC戦 (ホーム3-0勝利)、OFIクレタ戦 (アウェイ4-1勝利) 、アリス・テッサロニキ戦 (ホーム1-1) 、アポロン・カラマリアスFC戦 (アウェイ1-0勝利) 、そしてライバルのオリンピアコスFC戦 (ホーム4-0勝利)と加入して1ヶ月の間に行われた全5試合で得点を挙げた。2008年5月6日に移籍金50万ユーロで同クラブへ完全移籍を果たし、ライバルのパナシナイコスFCとの2008-09シーズン開幕戦（ホーム2-1勝利）で先制点さらにPKを獲得と全得点に絡む活躍を見せたが、以降は規律上や得点力の問題からドゥシャン・バイェヴィッチ監督の構想外となり、イスマエル・ブランコとラフィク・ジェブールの後塵を拝した。
2009年7月31日に移籍金90万ユーロでマラガCFと契約するも、2009-10シーズン前半の間に地位を築けず、2010年1月13日に同胞のフェルナンド・サントス監督率いるPAOKテッサロニキへ5ヶ月の期限付き移籍した（100万ユーロでの完全移籍オプション付き）。オリンピアコスFC戦（1-0勝利）で移籍後初得点にして最終的に唯一となる得点を記録。同年6月にマラガへ復帰した。
2010年12月に入り程なくしてマヌエル・ペジェグリーニ監督に就任すると他5名の共に構想外の見られていたが、最終的に残留が決定。しかし、2011年1月29日からシーズン終了時まで母国のCSマリティモへ貸与された。
2012年1月29日、2011-12シーズンにマラガで出場機会が1試合も訪れなかったため、苦境に立っている母国のアカデミカ・コインブラへ完全移籍のオプション付きで貸与され、2月13日のジル・ヴィセンテFC戦（ホーム2-0敗北）で54分から初出場を飾った。
2013年5月21日、2012-13シーズンに13得点を挙げアカデミカでトップの得点力を誇っていたエディーニョは、2003年から2005年まで在籍した古巣のブラガと2年契約を締結した。
2014年から2年間はトルコのカイセリ・エルジイェススポルとシャンルウルファスポルでプレーした。
2016年8月22日、ヴィトーリア・セトゥーバルに2年契約で復帰した。
2018年夏、CDフェイレンセに1年契約で移籍した。

### 代表
2009年3月下旬にカルロス・ケイロス監督の下で2010 FIFAワールドカップ・ヨーロッパ予選のスウェーデン戦と南アフリカとの親善試合へ向けてポルトガル代表に初招集された。スイスのローザンヌで行われた南アフリカ戦（2-0勝利）で代表初出場を飾ると、後半開始早々にチャンスを逃すも、55分にデコのコーナーキックから初得点を挙げた。

## タイトル

### クラブ
ヴィトーリアFC
- タッサ・ダ・リーガ : 2007-08

アカデミカ・コインブラ
- タッサ・デ・ポルトガル : 2011-12

トレエンセ
- リーガ3 : 2021-22